# Bahnstrecke Bochum–Essen/Oberhausen
| Strecke · Strecke | | „CM-Stammstrecke“ von Dortmund, „CM-Emschertalbahn“ von Dortmund               | „CM-Stammstrecke“ von Dortmund, „CM-Emschertalbahn“ von Dortmund               |
| | |                                                                                |                                                                                |
| Bahnhof mit S-Bahn-Halt · Bahnhof mit S-Bahn-Halt | 23,6 | Herne Bf (ehem. Herne CME)                                                     | Herne Bf (ehem. Herne CME)                                                     |
| Strecke · ehemaliger Bahnhof | 23,0 | Herne BME                                                                      | Herne BME                                                                      |
| Strecke von links · Kreuzung geradeaus unten · Abzweig geradeaus und nach rechts | |                                                                                |                                                                                |
| Strecke · Strecke · Bahnübergang | 22,9 | Bü Grenzweg                                                                    | Bü Grenzweg                                                                    |
| Brücke · Brücke · Brücke | | A 43                                                                           | A 43                                                                           |
| Strecke · Strecke · ehemaliger Haltepunkt / Haltestelle | 22,4 | Herne-Rottbruch Hp [1]                                                         | Herne-Rottbruch Hp [1]                                                         |
| Abzweig geradeaus und von links · Kreuzung geradeaus unten · Abzweig geradeaus und von rechts | 23,5 00,0 | Herne-Rottbruch Hgn (Abzw)                                                     | Herne-Rottbruch Hgn (Abzw)                                                     |
| | |                                                                                |                                                                                |
| Strecke · Abzweig geradeaus und von links · Abzweig geradeaus und von rechts | | „CM-Stammstrecke“ nach Wanne-Eickel, „CM-Emschertalbahn“ nach Wanne-Eickel     | „CM-Stammstrecke“ nach Wanne-Eickel, „CM-Emschertalbahn“ nach Wanne-Eickel     |
| | |                                                                                |                                                                                |
| Strecke · Dienststation / Betriebs- oder Güterbahnhof | 22,4 22,4 | Herne-Rottbruch [1]                                                            | Herne-Rottbruch [1]                                                            |
| Strecke · Bahnübergang | 21,1 00,0 | Bü Südstraße                                                                   | Bü Südstraße                                                                   |
| Strecke · Bahnübergang | 20,4 00,0 | Bü Rensingstraße                                                               | Bü Rensingstraße                                                               |
| Strecke · Haltepunkt / Haltestelle | 20,4 00,0 | Bochum-Riemke Hp [2]                                                           | Bochum-Riemke Hp [2]                                                           |
| Strecke · ehemaliger Haltepunkt / Haltestelle | 19,3 00,0 | Bochum-Riemke Nord                                                             | Bochum-Riemke Nord                                                             |
| Strecke · ehemalige Blockstelle | 19,1 00,0 | Anst Bochum-Riemke Hannibal                                                    | Anst Bochum-Riemke Hannibal                                                    |
| Strecke · Verschwenkung nach links (Strecke außer Betrieb) · Verschwenkung nach rechts | → | ehem. Salzstrecke von Wanne-Eickel                                             | ehem. Salzstrecke von Wanne-Eickel                                             |
| Strecke · Dienststation / Betriebs- oder Güterbahnhof | 18,5 02,1 | Bochum-Riemke (ehem. Bf)                                                       | Bochum-Riemke (ehem. Bf)                                                       |
| Strecke · Verschwenkung von links · Verschwenkung von rechts | | Strecke nach Bochum Nord                                                       | Strecke nach Bochum Nord                                                       |
| Strecke · ehemalige Blockstelle · ehemalige Blockstelle | 17,4 01,0 | Bk Bochum-Riemke St                                                            | Bk Bochum-Riemke St                                                            |
| Strecke · Haltepunkt / Haltestelle · Strecke | 17,3 00,0 | Bochum-Hamme                                                                   | Bochum-Hamme                                                                   |
| Strecke · Strecke · Bahnübergang | 0,4 | Bü Eickeler Straße                                                             | Bü Eickeler Straße                                                             |
| Strecke · Strecke · Abzweig nach links und ehemals von links | 0,2 | Strw Bochum Präsident                                                          | Strw Bochum Präsident                                                          |
| Strecke · Kreuzung geradeaus oben · Abzweig quer und ehemals nach rechts | | Strecke Osterath–Dortmund Süd                                                  | Strecke Osterath–Dortmund Süd                                                  |
| Strecke · Blockstelle | 16,4 00,0 | Anst Bochum Heintzmann (Plang)                                                 | Anst Bochum Heintzmann (Plang)                                                 |
| Strecke · Haltepunkt / Haltestelle | 16,0 00,0 | Bochum West (ehem. Bochum Gußtahlfabrik)                                       | Bochum West (ehem. Bochum Gußtahlfabrik)                                       |
| Strecke · ehemalige Blockstelle | 15,9 00,0 | Awanst Bochumer Verein                                                         | Awanst Bochumer Verein                                                         |
| Strecke · Strecke · Strecke von halblinks | | Hauptstrecke von Dortmund                                                      | Hauptstrecke von Dortmund                                                      |
| Strecke · Strecke · Bahnhof mit S-Bahn-Halt | | Bochum Hbf                                                                     | Bochum Hbf                                                                     |
| Strecke · Strecke nach links · Abzweig geradeaus, nach rechts und ehemals von rechts | | (Strecke 1979 zum neuen Hbf verlegt)                                           | (Strecke 1979 zum neuen Hbf verlegt)                                           |
| Strecke · ehemaliger Bahnhof | 15,3 00,0 | Bochum Süd (ehem. Bochum BME)                                                  | Bochum Süd (ehem. Bochum BME)                                                  |
| Abzweig geradeaus und nach links · Strecke von rechts · Strecke nach halblinks | | Hauptstrecke nach Essen                                                        | Hauptstrecke nach Essen                                                        |
| Blockstelle · Strecke | | Awanst Herne-Rottbruch Vockenhof                                               | Awanst Herne-Rottbruch Vockenhof                                               |
| Abzweig quer, nach rechts und von rechts · Kreuzung geradeaus oben | | Strecke Recklinghausen–Wanne-Eickel                                            | Strecke Recklinghausen–Wanne-Eickel                                            |
| | |                                                                                |                                                                                |
| Strecke · Abzweig geradeaus und ehemals von rechts | | Crange (Abzw alt) ehem. „Westf. Emschertalbahn“ von Herne                      | Crange (Abzw alt) ehem. „Westf. Emschertalbahn“ von Herne                      |
| | |                                                                                |                                                                                |
| Strecke nach links · Abzweig geradeaus und von rechts | 25,3 00,0 | Crange (Abzw)                                                                  | Crange (Abzw)                                                                  |
| Abzweig geradeaus und von links | | Verbindungsstrecke von Wanne-Eickel                                            | Verbindungsstrecke von Wanne-Eickel                                            |
| Blockstelle | 27,8 04,7 | Wanne-Unser Fritz (Bft, ehem. Abzweigstelle)                                   | Wanne-Unser Fritz (Bft, ehem. Abzweigstelle)                                   |
| ehemaliger Haltepunkt / Haltestelle | | Wanne-Unser Fritz                                                              | Wanne-Unser Fritz                                                              |
| Bahnhof | 29,6 15,1 | Gelsenkirchen Zoo (Bft)                                                        | Gelsenkirchen Zoo (Bft)                                                        |
| Dienststation / Betriebs- oder Güterbahnhof | 29,8 00,0 | Gelsenkirchen-Bismarck                                                         | Gelsenkirchen-Bismarck                                                         |
| Abzweig geradeaus und ehemals nach links | | ehem. nach Gelsenkirchen-Schalke                                               | ehem. nach Gelsenkirchen-Schalke                                               |
| | |                                                                                |                                                                                |
| Abzweig geradeaus und nach rechts | | Strecke nach Dorsten, ehem. „Westf. Emschertalbahn“ nach Bottrop               | Strecke nach Dorsten, ehem. „Westf. Emschertalbahn“ nach Bottrop               |
| | |                                                                                |                                                                                |
| ehemalige Blockstelle | 31,4 00,0 | Awanst Gelsenkirchen Hafen                                                     | Awanst Gelsenkirchen Hafen                                                     |
| | |                                                                                |                                                                                |
| ehemaliger Bahnhof | 31,9 12,8 | Gelsenkirchen-Schalke Nord (ehem. Schalke BME)                                 | Gelsenkirchen-Schalke Nord (ehem. Schalke BME)                                 |
| | |                                                                                |                                                                                |
| | |                                                                                |                                                                                |
| Kreuzung geradeaus unten und rechts (Strecke geradeaus außer Betrieb) | 33,1 00,0 | Nordstern (Abzw) seit 1970 zur „CM- Emschertalbahn“ Bottrop Süd ↔ Wanne-Eickel | Nordstern (Abzw) seit 1970 zur „CM- Emschertalbahn“ Bottrop Süd ↔ Wanne-Eickel |
| | |                                                                                |                                                                                |
| Abzweig geradeaus und von links (Strecke außer Betrieb) | | ehem. Verbindungsstrecke von Gelsenkirchen                                     | ehem. Verbindungsstrecke von Gelsenkirchen                                     |
| Strecke mit Straßenbrücke (Strecke außer Betrieb) | | A 42                                                                           | A 42                                                                           |
| Abzweig ehemals geradeaus und von links | | Verbindungsstrecke von Gelsenkirchen                                           | Verbindungsstrecke von Gelsenkirchen                                           |
| ehemaliger Bahnhof | 10,4 | Gelsenkirchen-Hessler (Abzw)                                                   | Gelsenkirchen-Hessler (Abzw)                                                   |
| Betriebs-/Güterbahnhof Strecke ab hier außer Betrieb | 8,3 | Anst Essen-Katernberg Nord                                                     | Anst Essen-Katernberg Nord                                                     |
| | |                                                                                |                                                                                |
| Bahnhof (Strecke außer Betrieb) | 0,0 07,2 | Essen-Katernberg Nord (ehem. Caternberg BME)                                   | Essen-Katernberg Nord (ehem. Caternberg BME)                                   |
| | |                                                                                |                                                                                |
| Abzweig geradeaus und nach links (Strecke außer Betrieb) · Strecke von rechts (außer Betrieb) | |                                                                                |                                                                                |
| | |                                                                                |                                                                                |
| Strecke (außer Betrieb) · Kreuzung geradeaus unten (Strecke geradeaus außer Betrieb) | 5,1 | Helene (Abzw) von Essen-Altenessen, „CM-Stammstrecke“ Oberhausen–Gelsenkirchen | Helene (Abzw) von Essen-Altenessen, „CM-Stammstrecke“ Oberhausen–Gelsenkirchen |
| | |                                                                                |                                                                                |
| Strecke (außer Betrieb) · Bahnhof (Strecke außer Betrieb) | 3,7 | Essen-Stoppenberg                                                              | Essen-Stoppenberg                                                              |
| Strecke (außer Betrieb) · Kreuzung mit U-Bahn (Strecke geradeaus außer Betrieb) | | Straßenbahn Gelsenkirchen–Essen                                                | Straßenbahn Gelsenkirchen–Essen                                                |
| Strecke (außer Betrieb) · Kreuzung geradeaus unten (Strecke geradeaus außer Betrieb) | | Strecke Essen Nord–Bochum Nord                                                 | Strecke Essen Nord–Bochum Nord                                                 |
| Strecke (außer Betrieb) · Abzweig ehemals geradeaus und von links | | Strecke von Gelsenkirchen                                                      | Strecke von Gelsenkirchen                                                      |
| Strecke (außer Betrieb) · Abzweig geradeaus und von links | | Hauptstrecke von Bochum                                                        | Hauptstrecke von Bochum                                                        |
| Strecke (außer Betrieb) · Bahnhof mit S-Bahn-Halt | 0,1 | Essen Hbf                                                                      | Essen Hbf                                                                      |
| Strecke (außer Betrieb) · Strecke nach halblinks | | Hauptstrecke nach Duisburg bzw. Oberhausen                                     | Hauptstrecke nach Duisburg bzw. Oberhausen                                     |
| Kreuzung geradeaus oben (Strecken außer Betrieb) · Strecke von rechts (außer Betrieb) | | ehem. Strecke von Essen-Altenessen RhE                                         | ehem. Strecke von Essen-Altenessen RhE                                         |
| Abzweig geradeaus und von links (Strecke außer Betrieb) · Abzweig nach links und nach rechts (Strecke außer Betrieb) | | ehem. Strecke nach Essen-Altenessen CME                                        | ehem. Strecke nach Essen-Altenessen CME                                        |
| Abzweig ehemals geradeaus und von rechts | | Anschlussstrecke vom Stadthafen Essen                                          | Anschlussstrecke vom Stadthafen Essen                                          |
| Dienststation / Betriebs- oder Güterbahnhof | 3,4 00,0 | Essen-Vogelheim                                                                | Essen-Vogelheim                                                                |
| Abzweig geradeaus und ehemals von links | | ehem. Strecke von Essen-Bergeborbeck                                           | ehem. Strecke von Essen-Bergeborbeck                                           |
| ehemaliger Dienststation / Betriebs- oder Güterbahnhof | 5,8 00,0 | Essen-Horl (Abzw, ehem. Bf)                                                    | Essen-Horl (Abzw, ehem. Bf)                                                    |
| Abzweig geradeaus und ehemals nach links | | ehem. Strecke nach Prosper Levin                                               | ehem. Strecke nach Prosper Levin                                               |
| Brücke über Wasserlauf | | Rhein-Herne-Kanal                                                              | Rhein-Herne-Kanal                                                              |
| Kreuzung geradeaus oben | | Strecke Bottrop Süd–Prosper-Levin                                              | Strecke Bottrop Süd–Prosper-Levin                                              |
| Brücke über Wasserlauf | | Emscher                                                                        | Emscher                                                                        |
| Abzweig geradeaus und von rechts | | „CM-Emschertalbahn“ von Bottrop Süd                                            | „CM-Emschertalbahn“ von Bottrop Süd                                            |
| Kreuzung geradeaus unten | | Strecke Bottrop Hbf–Essen-Dellwig Ost                                          | Strecke Bottrop Hbf–Essen-Dellwig Ost                                          |
| Dienststation / Betriebs- oder Güterbahnhof | 7,4 00,0 | Oberhausen-Osterfeld Ost                                                       | Oberhausen-Osterfeld Ost                                                       |
| Bahnhof | 11,0 00,0 | Oberhausen-Osterfeld                                                           | Oberhausen-Osterfeld                                                           |
| Kreuzung geradeaus unten | | Strecke Bottrop Nord–Oberhausen West                                           | Strecke Bottrop Nord–Oberhausen West                                           |
| Strecke von links · Abzweig ehemals geradeaus und nach rechts | | ehem. Strecke mit enger Kurve Richtung Süden                                   | ehem. Strecke mit enger Kurve Richtung Süden                                   |
| Kreuzung mit U-Bahn geradeaus unten · Abzweig mit U-Bahn ehemals geradeaus und von rechts | | heutige Oberhausener ÖPNV-Trasse                                               | heutige Oberhausener ÖPNV-Trasse                                               |
| Blockstelle · U-Bahn-Strecke | (11,6)00,0 | Oberhausen-Osterfeld West                                                      | Oberhausen-Osterfeld West                                                      |
| Abzweig geradeaus und nach links · U-Bahn-Strecke | | Strecke nach Oberhausen West                                                   | Strecke nach Oberhausen West                                                   |
| Strecke · U-Bahn-Bahnhof | | Oberhausen-Olga Park                                                           | Oberhausen-Olga Park                                                           |
| Blockstelle · U-Bahn-Strecke | (12,8)00,0 | Oberhausen Grafenbusch (Abzw)                                                  | Oberhausen Grafenbusch (Abzw)                                                  |
| Abzweig geradeaus und nach rechts · U-Bahn-Strecke | | zur Hauptstrecke nach Wesel                                                    | zur Hauptstrecke nach Wesel                                                    |
| Abzweig geradeaus und ehemals nach rechts · U-Bahn-Strecke | | ehem. Strecke nach Duisburg-Ruhrort                                            | ehem. Strecke nach Duisburg-Ruhrort                                            |
| Abzweig geradeaus und von rechts · U-Bahn-Strecke | | Hauptstrecke von Wesel                                                         | Hauptstrecke von Wesel                                                         |
| Brücke über Wasserlauf · U-Bahn-Brücke über Wasserlauf | | Emscher                                                                        | Emscher                                                                        |
| Abzweig geradeaus und von rechts · U-Bahn-Strecke | | Strecke von Wesel                                                              | Strecke von Wesel                                                              |
| Blockstelle · U-Bahn-Strecke | (15,0)00,0 | Oberhausen Hbf Obn                                                             | Oberhausen Hbf Obn                                                             |
| Brücke über Wasserlauf · U-Bahn-Brücke über Wasserlauf | | Rhein-Herne-Kanal                                                              | Rhein-Herne-Kanal                                                              |
| Kreuzung geradeaus unten · U-Bahn-Kreuzung mit Eisenbahn geradeaus oben | | Strecke Oberhausen West–Bottrop Nord                                           | Strecke Oberhausen West–Bottrop Nord                                           |
| Kreuzung geradeaus unten · U-Bahn-Kreuzung mit Eisenbahn geradeaus oben | | Strecke Oberhausen West–Bottrop Süd                                            | Strecke Oberhausen West–Bottrop Süd                                            |
| Strecke · U-Bahn-Haltepunkt / Haltestelle | | Oberhausen-Neue Mitte                                                          | Oberhausen-Neue Mitte                                                          |
| Strecke · U-Bahn-Haltepunkt / Haltestelle | | Oberhausen-Lipperfeld                                                          | Oberhausen-Lipperfeld                                                          |
| Kreuzung geradeaus unten · U-Bahn-Kreuzung mit Eisenbahn geradeaus oben | | Strecke Oberhausen West–Essen-Altenessen                                       | Strecke Oberhausen West–Essen-Altenessen                                       |
| Abzweig geradeaus und von links · U-Bahn-Kreuzung mit Eisenbahn geradeaus oben | | „CM-Stammstrecke“ von Essen-Altenessen                                         | „CM-Stammstrecke“ von Essen-Altenessen                                         |
| Abzweig geradeaus und von rechts · Abzweig mit U-Bahn ehemals geradeaus und nach links · U-Bahn-Strecke von rechts | | Strecke von Oberhausen West                                                    | Strecke von Oberhausen West                                                    |
| Bahnhof mit S-Bahn-Halt · Bahnhof (Strecke außer Betrieb) · U-Bahn-Bahnhof | (16,5)00,0 | Oberhausen Hbf                                                                 | Oberhausen Hbf                                                                 |
| Abzweig geradeaus, nach links und nach rechts · Abzweig ehemals geradeaus und von rechts | | Strecke nach Duisburg-Ruhrort                                                  | Strecke nach Duisburg-Ruhrort                                                  |
| Abzweig geradeaus und nach rechts · Strecke | | „CM-Stammstrecke“ nach Duisburg                                                | „CM-Stammstrecke“ nach Duisburg                                                |
| Strecke | | Hauptstrecke nach Essen                                                        | Hauptstrecke nach Essen                                                        |
| \| [1] \| Betriebsstelle EHEO, bis 1909 „Kreuzungsstation Herne“, bis 1959 „Herne Güterbahnhof“, Personenverkehr 1949–1990 Personenverkehr 1960/65 verlegt auf Brücke über A 43 \| \| [2] \| Betriebsstelle EBGZ, 1958 verlegt von Bochum-Riemke Nord bis 1993 „Bochum-Graetz“, bis 2009 „Bochum-Nokia“ \| \| Quellen: [1][2] \| \| | |                                                                                |                                                                                |
| [1] | Betriebsstelle EHEO, bis 1909 „Kreuzungsstation Herne“, bis 1959 „Herne Güterbahnhof“, Personenverkehr 1949–1990 Personenverkehr 1960/65 verlegt auf Brücke über A 43 |                                                                                |                                                                                |
| [2] | Betriebsstelle EBGZ, 1958 verlegt von Bochum-Riemke Nord bis 1993 „Bochum-Graetz“, bis 2009 „Bochum-Nokia“                                                            |                                                                                |                                                                                |
| Quellen: | |                                                                                |                                                                                |

| [1]      | Betriebsstelle EHEO, bis 1909 „Kreuzungsstation Herne“, bis 1959 „Herne Güterbahnhof“, Personenverkehr 1949–1990 Personenverkehr 1960/65 verlegt auf Brücke über A 43 |
| [2]      | Betriebsstelle EBGZ, 1958 verlegt von Bochum-Riemke Nord bis 1993 „Bochum-Graetz“, bis 2009 „Bochum-Nokia“                                                            |
| Quellen: | |

Die Bahnstrecke Bochum–Essen/Oberhausen wurde von der Bergisch-Märkischen Eisenbahn-Gesellschaft (BME) gebaut, um auch das Gebiet nördlich ihrer zentralen Ruhrgebiets-Hauptstrecke für Zechen und Industrieanlagen erschließen zu können.

## Geschichte
Lange Zeit lag das Hauptaugenmerk der BME auf ihren Strecken im Bergischen Land und entlang der Ruhr (Ruhrtalbahn), mit denen die dortigen Industrieanlagen und Kohlengruben angebunden waren.
Mit der Nordwanderung des Kohlebergbaus von der Ruhr zur Emscher rückte nunmehr auch das Gebiet zwischen beiden Flüssen in das Interesse der BME. Dieses Gebiet war bislang nur von der Rheinischen Eisenbahn-Gesellschaft (RhE) und insbesondere von der Köln-Mindener Eisenbahn-Gesellschaft (CME) mit ihren weiter nördlich verlaufenden Ruhrgebietsstrecken erschlossen worden.
Bereits 1847 hatte sich die CME bei Bau ihrer Stammstrecke zwischen Duisburg und Dortmund grob am Verlauf der Emscher orientiert. Gut zwanzig Jahre später baute sie ihre Emschertalbahn parallel zu ihrer Stammstrecke und weitestgehend in unmittelbarer Nähe zur Emscher. Damit hatte die CME faktisch das Monopol in diesem Gebiet.
Etwa zur gleichen Zeit Anfang der 1870er Jahre errichtete die RhE ihre (rheinische) Ruhrgebietsstrecke, die zwischen Mülheim und Langendreer auch nördlich der (märkischen) Ruhrgebietsstrecke der BME verlief. Ende 1870er Jahre schickte sich dann mit der Königlich-Westfälischen Eisenbahn-Gesellschaft (KWE) ein weiteres Unternehmen an, eine Bahnstrecke im Emschertal zu bauen.
Um das lukrative Gebiet beiderseits der Emscher nicht vollends den drei Konkurrenten zu überlassen, begann die BME daraufhin ausgehend von den Bahnhöfen in Bochum, Essen und Oberhausen an ihrer Ruhrgebietsstrecke mit dem Bau dreier Teilstrecken, die letztendlich eine durchgehende Verbindung von Herne-Rottbruch nach Oberhausen-Osterfeld entlang der Emscher bildeten (daher auch „Märkische Emschertalbahn“ genannt).

### Essen – Bochum – Herne
Bereits ab 1867 begann die BME ausgehend vom Bahnhof Bochum BME Richtung Norden (Zechen-)Anschlussgleise zu errichten. Am 16. November 1867 wurde das Gussstahlwerk angeschlossen, am 1. März 1869 erreichte sie Riemke (heute zu Bochum), und am 28. Mai 1870 Herne, dies waren die vorerst nördlichsten Gleise der BME.
Am 1. November 1874 eröffnete die BME eine Strecke mit durchgehender Kilometrierung von Essen BME über Wattenscheid BME und Bochum BME nach Herne BME für den Güterverkehr. Zwischen Essen und Bochum verläuft diese Strecke etwa zwei Kilometer nördlich der bereits vorhandenen und ebenfalls von der BME erbauten Bahnstrecke Witten/Dortmund–Oberhausen/Duisburg über Steele und Höntrop. Zwei Monate später zum Jahreswechsel 1875 wurde auch der Personenverkehr auf der Strecke aufgenommen.

### Essen – Schalke
Ausgehend vom Bahnhof Essen BME (heute Essen Hbf) führte ein Anschlussgleis im weiten Bogen nach Norden zur Zeche Königin Elisabeth im heutigen Essen-Frillendorf. Mit der 1868 gebauten Bahnstrecke Essen RhE–Kray RhE (heute Essen Nord–Essen-Kray Nord) und der Bahnstrecke Essen BME–Kray RhE von 1905 (heute Essen Hbf–Essen-Kray Nord) bildete sich ein Gleisdreieck, nach dem die Gegend und eine Straße in Frillendorf bis heute benannt sind.

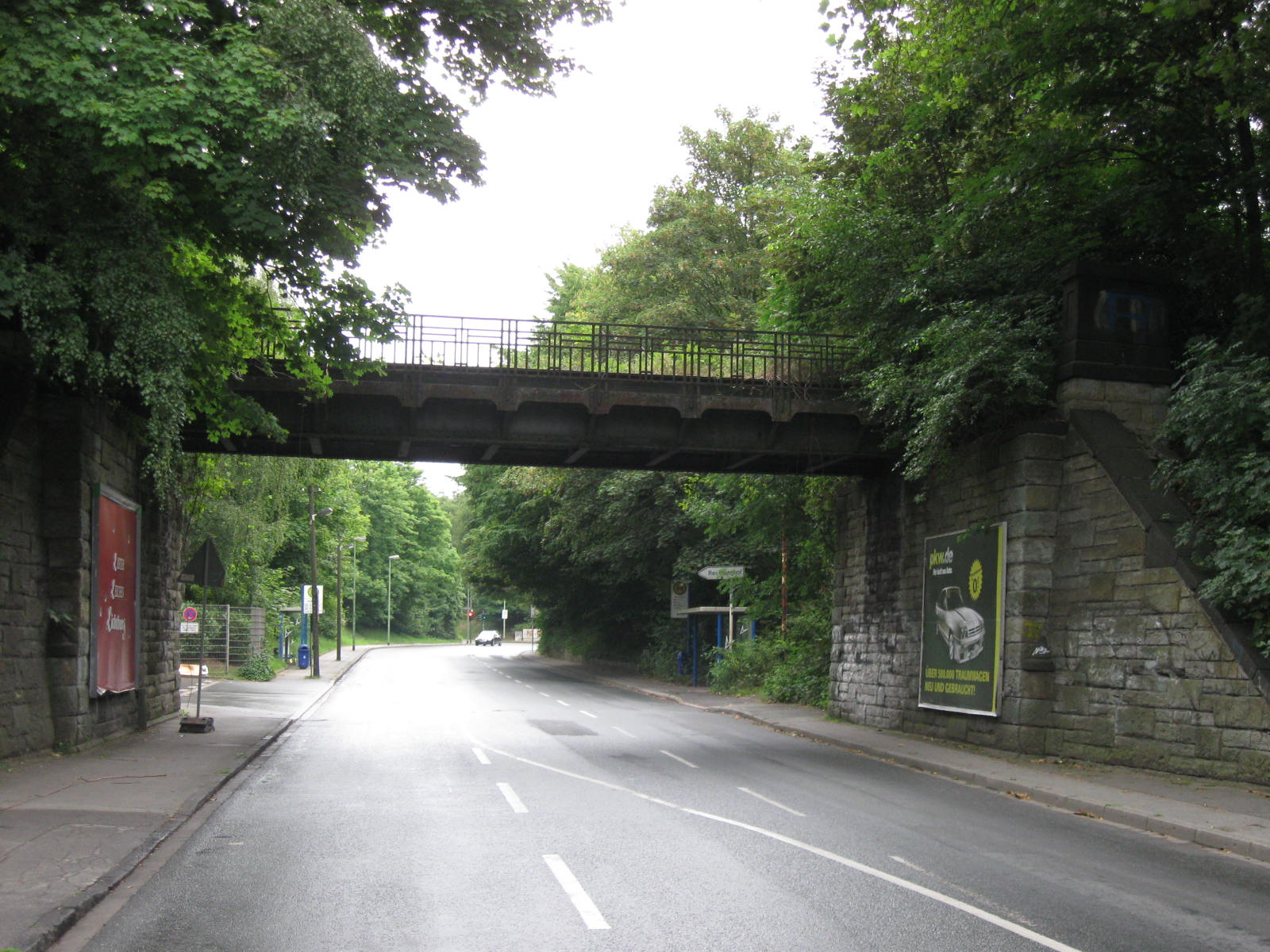
Brücke der ehem. Stichstrecke von Abzw Helene nach Essen CME

Das Anschlussgleis wurde zu einer Eisenbahnstrecke über Caternberg BME (heute Essen-Katernberg Nord) nach Schalke BME (heute Gelsenkirchen-Schalke Nord) ausgebaut, inklusive einer Stichstrecke von der Abzweigstelle Helene nach Essen CME (heute Essen-Altenessen), beide Strecken wurden am 27. April 1874 für den Güterverkehr freigegeben.
Wie auch auf dem Streckenabschnitt zwischen Essen und Herne wurde am 1. Januar 1875 der Personenverkehr von Essen BME nach Schalke BME und Essen CME aufgenommen und regelmäßig betrieben, zunächst allerdings noch ohne Zwischenhalt. 1880 hielten Personenzüge das erste Mal in Caternberg BME, 1889 folgte der Halt in Hessler (zuletzt nur noch Abzweigstelle).
Der Bahnhof Stoppenberg wurde schließlich am 8. August 1901 durch den Stoppenberger Bürgermeister Carl Meyer eingeweiht. Während der französischen Ruhrbesetzung 1923 war dieser Bahnhof der einzige freie Bahnhof für ganz Essen. Das Bahnhofsgebäude wurde 1984 abgerissen, nachdem 1969 wie auf dem gesamten Streckenabschnitt der Personenverkehr eingestellt worden war.
Die Stilllegung erfolgte größtenteils 1970, lediglich das Teilstück zwischen Essen-Stoppenberg und Essen-Altenessen wurde noch bis 1978 als Bahnhofsgleis zur Bergbau-Versuchsanlage genutzt.

### Schalke – Herne-Rottbruch
Gut ein Jahr später erfolgte mit dem Abschnitt von Schalke BME über Bismarck (heute Gelsenkirchen-Bismarck) zur Kreuzungsstation Herne (heute Herne-Rottbruch) der Schluss zwischen den beiden Streckenästen; am 10. Januar 1876 fuhren die ersten Güterzüge über die gesamte Strecke.
Durchgehenden Personenverkehr hat es hingegen nie gegeben, lediglich der westliche Abschnitt zwischen Schalke und Bismarck wurde ab dem 21. Juni 1880 von Personenzügen befahren. Nachdem eine Woche zuvor die an die Niederländisch-Westfälische Eisenbahn-Gesellschaft konzessionierte Bahnstrecke Winterswijk–Gelsenkirchen-Bismarck für den Personenverkehr eröffnet worden war, übernahm die BME die Betriebsführung und band die Züge durch nach Essen, weswegen diese in Bismarck „Kopf machen“ mussten.

### Caternberg – Oberhausen
Auch dieser Streckenabschnitt ging aus einem Zechenanschlussgleis hervor, die Zeche Carl in Essen-Altenessen war an den Bahnhof Caternberg BME angeschlossen. Die Trasse von dort zum Bahnhof Oberhausen BME (heute Oberhausen Hauptbahnhof, damals noch Endbahnhof ihrer Bahnstrecke Witten/Dortmund–Oberhausen/Duisburg) hatte die BME bereits am 23. Mai 1879 abgenommen.
Am 29. September 1879 erfolgte die Einweihung des ersten kurzen Teilstücks von Caternberg BME nach (Essen-)Vogelheim, am 1. Juni 1880 folgte dann restliche Teilstück über Essen-Horl (ehemaliger Güterbahnhof, zuletzt Abzweigstelle, heute außer Betrieb) und Osterfeld BME (heute vollständig aufgegangen im Rangierbahnhof Oberhausen-Osterfeld, ungefähre Lage auf Höhe der „Märkischen Straße“) zum Bahnhof Oberhausen BME.
Das letzte Teilstück führte dabei von Osterfeld BME in einem engen Bogen nach Süden zur Emscher, folgte dann der heutigen Oberhausener ÖPNV-Trasse und endete am Ort der heute nicht mehr vorhandenen Gleise 1 bis 3 des Bahnhofs Oberhausen BME.

## Heutige Situation
Da die Strecke abgesehen von den erwähnten Abschnitten nie eine größere Bedeutung für den Personenverkehr hatte, wurde sie nach der Verstaatlichung durch die Preußischen Staatseisenbahnen (PSE) mit anderen Bahnstrecken der Region verknüpft und für den Güterverkehr optimiert.
Die Bahnstrecke Osterath–Dortmund Süd der RhE wurde in westlicher Richtung ab Bochum Präsident stillgelegt und stattdessen über die Strecke 2152 im Bahnhof Bochum-Riemke an die Strecke Bochum–Herne angebunden.
Der Güterverkehr folgt der historischen Trasse bis Gelsenkirchen-Schalke Nord, ab hier wird er über eine Verbindungskurve zum Abzweig Nordstern an der „Emschertalbahn“ der CME geführt, über die es heute weiter nach Oberhausen-Osterfeld geht. Die Märkische Strecke bis Oberhausen-Osterfeld Ost ist weitestgehend stillgelegt, zwei Abschnitte fungieren nur noch als Anschlussgleise.
Auf einem Teilstück der 1969/70 stillgelegten Strecke zwischen der Abzweigstelle Burggrafenstraße und dem ehemaligen Bahnhof Essen-Katernberg Nord wurde in Essen-Altenessen die Straße „Helenendamm“ angelegt, der gesamte Verlauf der ehemaligen Trasse ist heute Gegenstand der Planungen zum Lückenschluss der Bundesautobahn 52.

## Bedienung

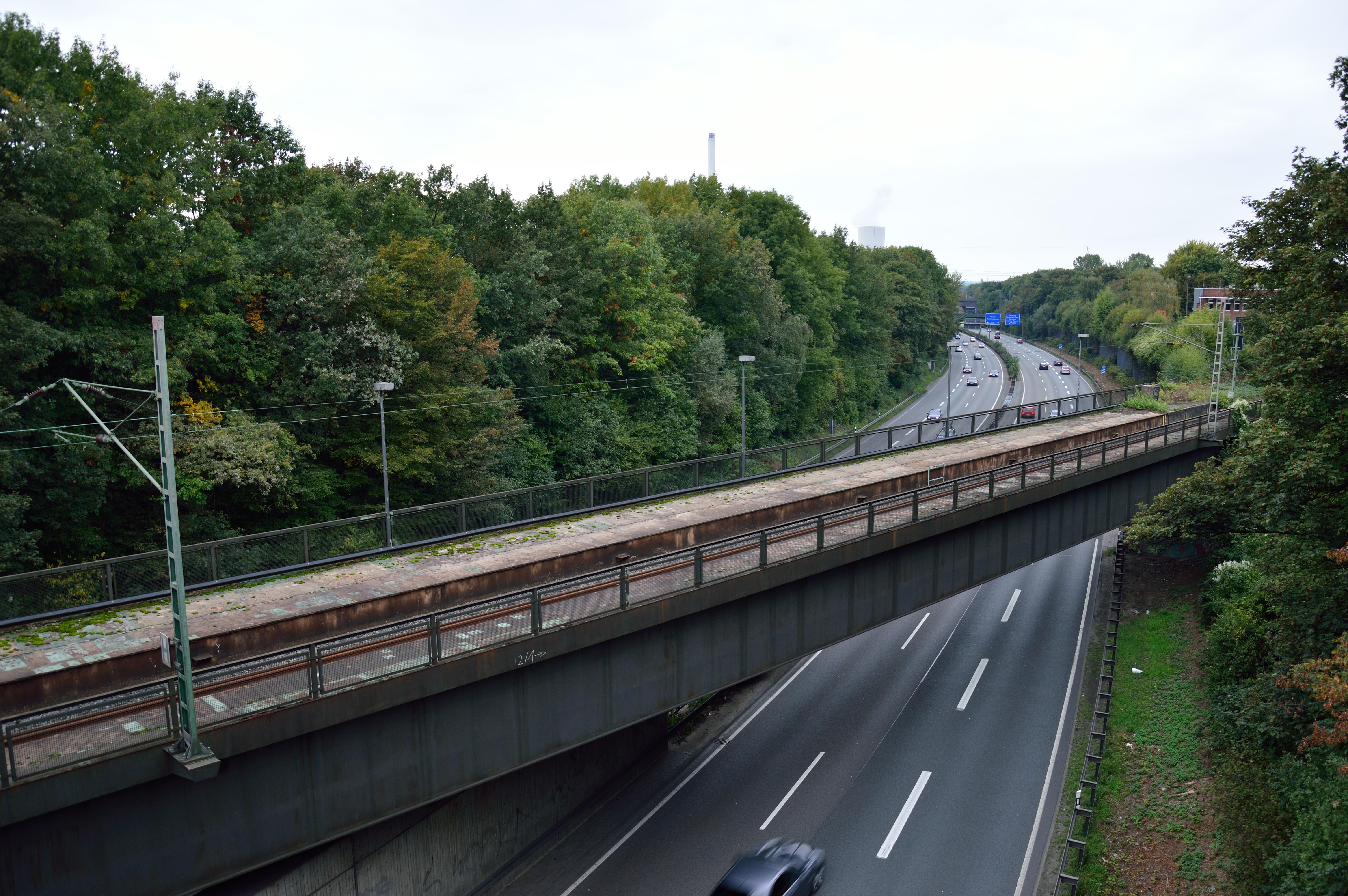
Ehem. Herne-Rottbruch Hp, in Brückenlage über der A 43

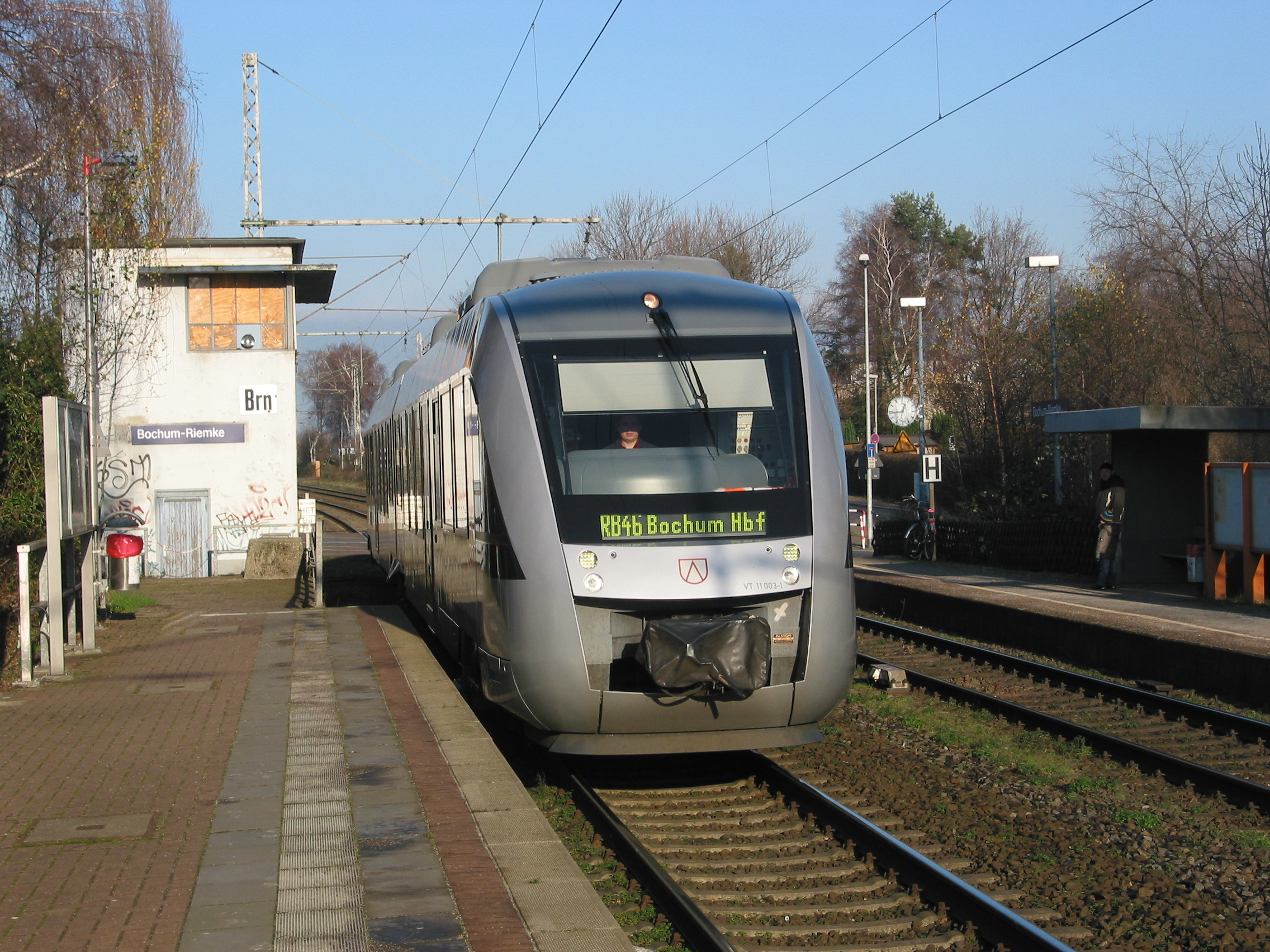
Die Glückauf-Bahn (VT 11 003) in Bochum-Riemke

1940 gab es eine Personenzugverbindung von Wanne-Eickel über Gelsenkirchen-Bismarck, Gelsenkirchen-Schalke Nord und Gelsenkirchen-Heßler nach Essen Hauptbahnhof.
Im Fahrplan 1968/69 war sie von Wanne-Eickel über Gelsenkirchen-Zoo, Gelsenkirchen-Schalke und Bottrop Süd nach Oberhausen Hauptbahnhof verzeichnet.
Folgende Teilstrecken werden heute im Schienenpersonennahverkehr bedient:

### Bochum Hauptbahnhof – Herne-Rottbruch
Auf diesem Teilabschnitt fährt die Glückauf-Bahn genannte Regionalbahn RB 46, die seit 2021 von DB Regio betrieben wird. Zuvor war Abellio Rail NRW Betreiber der Linie. Nahe Herne-Rottbruch wird die Linie über eine Verbindungskurve (VzG-Nummer 2202) zur Köln-Mindener Emschertalbahn nach Wanne-Eickel Hauptbahnhof geführt. In Richtung Recklinghausen Süd verkehrt die S2 der S-Bahn Rhein-Ruhr. Der ehemalige Haltepunkt Herne-Rottbruch wird dabei nicht bedient.

### Wanne-Unser Fritz – Gelsenkirchen Zoo
Diesen zwei Kilometer langen Abschnitt nutzt die Regionalbahn RB 43 „Emschertal-Bahn“, aktuell betrieben von DB Regio, um von der Köln-Mindener Emschertalbahn bzw. ab Wanne-Eickel Hbf der Verbindungsstrecke (VzG-Nummer 2204) in Gelsenkirchen-Bismarck auf die Bahnstrecke nach Dorsten zu gelangen.

### Oberhausen-Osterfeld – Oberhausen Hauptbahnhof
Der letzte Streckenteil wird heute intensiv als ÖPNV-Trasse genutzt. Parallel dazu wird die von der PSE erbaute Strecke von Osterfeld nach Oberhausen Hbf von der Regionalbahn RB 44 „Der Dorstener“, ebenfalls betrieben durch die NordWestBahn, bedient, die von der im Bahnhof Oberhausen-Osterfeld endenden „Hamm-Osterfelder Bahn“ durchgebunden wird.